# Fryderyk Wirtemberski
Fryderyk Karol August Wirtemberski (ur. 21 lutego 1808 w Schwäbisch Hall; zm. 9 maja 1870 w Stuttgarcie) – książę wirtemberski.

## Życiorys
Syn księcia Pawła Wirtemberskiego (1785–1852) i Charlotty von Sachsen-Hildburghausen (1787–1847). Był wnukiem pierwszego króla Wirtembergii Fryderyka I i Augusty Karoliny Braunschweig-Wolfenbüttel, a także bratankiem następcy Fryderyka I, króla Wilhelma I.
Książę Fryderyk poświęcił się służbie wojskowej. W wieku piętnastu lat był już w randze kapitana. W 1832 roku został pułkownikiem, a w 1841 roku generałem piechoty. W czasie wojny prusko-austriackiej w 1866 roku książę Fryderyk nie walczył w polu. Był oficerem łącznikowym w siedzibie austriackiego naczelnego dowództwa. Mimo poważnego problemu z oczami Fryderyk był rozczarowany, że nie powierzono mu dowództwa 8 korpusu.
Książę Fryderyk brał czynny udział w życiu politycznym. Był członkiem wirtemberskiej Izby Panów. Uczęszczał regularnie na sesje tej izby.
20 listopada 1845 roku ożenił się z księżniczką Katarzyną Wirtemberską (1821–1898) córką króla Wirtembergii, Wilhelma I oraz królowej Pauliny Wirtemberskiej.
Para miała dwójkę dzieci: Wilhelma (1848–1921) późniejszego króla Wirtembergii oraz córkę, która urodziła się martwa. Książę Fryderyk Wirtemberski zmarł 9 maja 1870 roku. Pochowany został na cmentarzu w Ludwigsburgu.

## Odznaczenia
- Order Korony Wirtemberskiej
- Order Fryderyka
- Order Świętego Andrzeja
- Order Świętego Huberta
- Order Korony Rucianej